# Flyin’ the Flannel
Flyin’ the Flannel – czwarty album zespołu Firehose wydany w 1991 przez wytwórnię Columbia Records. Materiał nagrano w dniach 21-30 stycznia 1991 w studiu "Mad Dog" w Venice (Los Angeles).

## Lista utworów
1. "Down with the Bass" (M. Watt) – 2:47
2. "Up Finnegan's Ladder" (M. Watt) – 1:10
3. "Can't Believe" (E. Crawford) – 2:10
4. "Walking the Cow" (D. Johnston) – 2:40
5. "Flyin’ the Flannel" (M. Watt) – 2:48
6. "Epoxy, for Example" (M. Watt) – 2:33
7. "O'er the Town of Pedro (M. Watt) – 3:08
8. "Too Long (E. Crawford) – 2:48
9. "The First Cuss" (M. Watt) – 2:23
10. "Anti-Misogyny Maneuver" (M. Watt) – 2:28
11. "Toolin'" (E. Crawford) – 2:46
12. "Song for Dave Alvin" (M. Watt) – 1:47
13. "Tien an Man Dream Again" (M. Watt) – 1:17
14. "Lost Colors (K. Roessler, M. Watt) – 2:29
15. "Towin' the Line" (S. Baeza, G. Hurley, M. Watt) – 2:46
16. "Losers, Boozers and Heroes" (R. Pettibon, M. Watt) – 5:19

## Skład
- Ed Crawford – śpiew, gitara
- Mike Watt – gitara basowa
- George Hurley – perkusja

produkcja
- Paul Q. Kolderie – nagranie, producent
- Firehose – producent